# French house
El French House, coloquialmente French Touch, es un género de música electrónica derivado del house surgido en Francia a principios de los años 1990. Alcanzó cierta popularidad en Europa e internacional gracias a artistas como Cassius, Daft Punk, David Guetta, Justice, Modjo o Motorbass. Es similar a otros géneros como el Funky House o el Nu-disco.

## Características
Entre las características más destacables figuran:
- La utilización de samples, aunque no es imprescindible, de canciones de estilo Funk y/o Disco pertenecientes a la década de los años 1970 y 1980.
- El uso de filtros, sidechain y phasers
- El predominio del patrón rítmico Four-on-the-floor típico de la música House.
- Utilización de un tempo que suele oscilar entre las 115 y 130 pulsaciones por minuto (BPM), aunque puede haber excepciones.
- La melodía acostumbra a ser simple y repetitiva acompañada por una línea de bajo potente.
- El empleo de instrumentos electrónicos como la caja de ritmos Roland TR-909, el sintetizador Roland TB-303 y samplers aunque, debido al avance producido gracias a las estaciones de trabajo de audio digital (DAW), su utilización fue cayendo en desuso.

## Historia e influencias
En el origen del French House confluyen la música dance de Estados Unidos, el Eurodance o la Space Disco. Este último subgénero fue muy popular en Francia a finales de la década de 1970 y 1980 especialmente con la influencia de artistas como Cerrone o Sheila and B. Devotion. El P-Funk norteamericano, especialmente el trabajo de artistas como George Clinton y Bootsy Collins, se considera otra de las fuentes de este género ya que solía ser un estilo popular en las discotecas francesas, especialmente tras los disturbios de la Disco Demolition Night el 12 de julio de 1979 sucedidos en Chicago.  Con el surgimiento de la música house de Chicago en la década de los años 80 apareció una técnica de baile denominada Jacking, según la cual el bailarín mueve su torso hacia adelante y hacia atrás en un movimiento ondulante, que se adoptó con frecuencia en las salas de baile francesas. Finalmente la última de las influencias destacables es la música pop francesa de los años 1970 con artistas eclécticos como François de Roubaix, Jean-Michel Jarre o Serge Gainsbourg.
A finales de la década de 1980, mientras en Reino Unido se establecía el acid house o en Alemania emergía la música techno, un grupo de artistas comenzaron a explorar otros caminos que dieron lugar al French House. Dj’s como Bob Sinclar , David Guetta, Laurent Garnier o Ludovic Navarre, experimentaban con sonidos del house en clubes franceses a finales de los 80 aunque tardarían algunos años en surgir nuevos sellos discográficos y plasmarse en grabaciones. Entre las primeras figuran las obras de Thomas Bangalter, dentro de su sello Roulé, tanto en solitario como formando parte de Daft Punk y en las obras de bandas como Stardust o Motorbass. El productor parisino Ludovic Navarre también comenzó a elaborar canciones de música house con vinculaciones a géneros como el jazz. 
Los trabajos de estos artistas no sólo influenciaron la escena musical de Francia, sino también paulatinamente traspasaron a Reino Unido, donde las canciones de ‘french touch’ comenzaron a sonar cada vez más en raves y fiestas que se realizaban en lugares como Grecia e Ibiza. A mediados de la década de 1990 Djs tanto de Europa como de Reino Unido comenzaron a impulsar el género siendo el reconocimiento comercial en 1997 cuando destacados artistas como Air, Cassius, Daft Punk y Stardust firmaron contratos discográficos con la multinacional Virgin Records que apostó por directores reconocidos para realizar los videoclips musicales como Spike Jonze, Michel Gondry o Alex & Martin. Con la confluencia de todos estos factores el álbum de debut de Daft Punk, Homework (1997), se posicionó entre los diez primeros puestos de las listas británicas convirtiéndose en el grupo musical francés más vendido desde Jean-Michel Jarre. El surgimiento del French House coincidió entonces con su momento de mayor popularidad en el mercado británico en el que también se estaba incrementando el interés por la música electrónica en general. Durante la década de los años 2000 artistas como Benjamin Diamon, Bob Sinclar, Étienne de Crécy o Modjo abanderaron el género internacionalmente.

## Artistas relacionados
- Abraxis
- Air
- Alan Braxe
- Benjamin Diamond
- Bob Sinclar
- Breakbot
- Cassius
- Cherokee
- Daft Punk
- Danger
- Darius
- Dimitri from Paris
- DJ Falcon
- DJ Mehdi
- Étienne de Crécy
- Feadz
- Fibre
- Fred Falke
- French Kiwi Juice
- French 79
- Gesaffelstein
- Guy-Manuel de Homem-Christo
- I:Cube
- Justice
- Kartell
- Kavinsky
- Kris Menace
- Laurent Garnier
- Le Knight Club
- Les Loups
- Lifelike
- Louis La Roche
- Miste
- Modjo
- Motorbass
- Mr. Oizo
- Nakata7
- Patrick Alavi
- Phoenix
- Poetically
- St. Germain
- SebastiAn
- Sébastien Tellier
- Stardust
- Stuart Price
- The Buffalo Bunch
- The Mugris
- The Phantom's Revenge
- The Supermen Lovers
- Thomas Bangalter
- Todd Edwards
- Uppermost
- Yuksek
- Yves Larock